# Momificació a l'antic Egipte

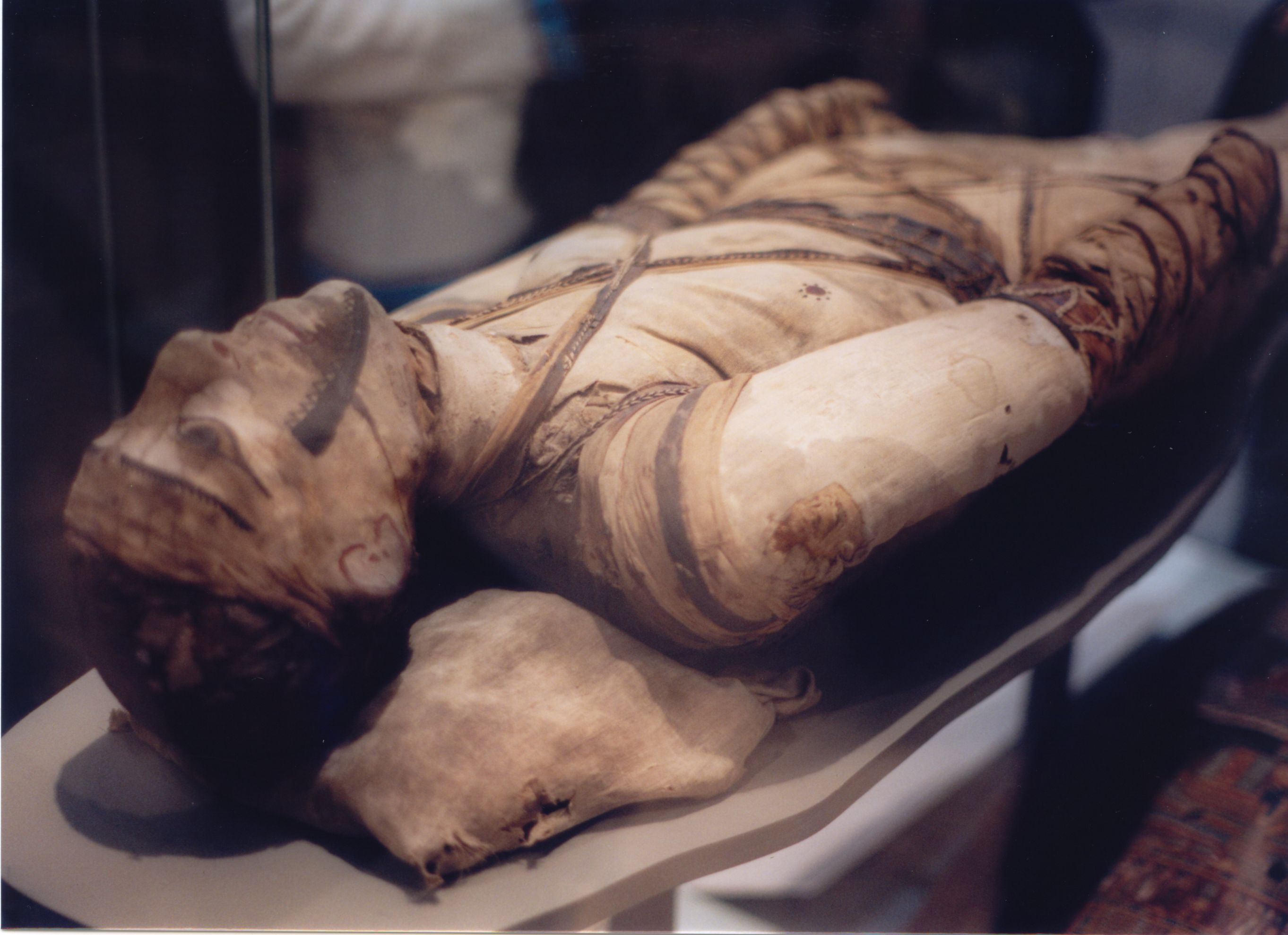
Mòmia al Museu Britànic

La momificació a l'antic Egipte formava part d'un ritual funerari. A l'Antic Egipte, la conservació del cos era un símbol molt important, ja que la destrucció d'aquest representava un risc molt greu. Els egipcis creien en la immortalitat. La mort, per als egipcis, representava la separació entre el suport material i els elements immaterials; el ba, que correspon a l'ànima i el ka, que representa l'energia vital. Calia doncs que el ba i el ka, quan despertessin en la seva nova vida, es poguessin reintegrar al cos, prèviament conservat. « La momificació tenia com a objectiu principal purificar i tornar el cos diví perquè aquest pogués esdevenir un Osiris ».
Per això, des del moment en què tenia lloc el decés, el cos era remès als embalsamadors enmig de ploraneres professionals, i posteriorment era transportat a l'oest de la vila, en un indret elevat, per tal que les crescudes del Nil no el poguessin atènyer. En el sentit propi del terme, la momificació consisteix en l'acció de momificar qualsevol cos humà o animal, és a dir, conservar un cadàver, embalsamar-lo, tot utilitzant materials balsàmics.

## L'origen de la momificació

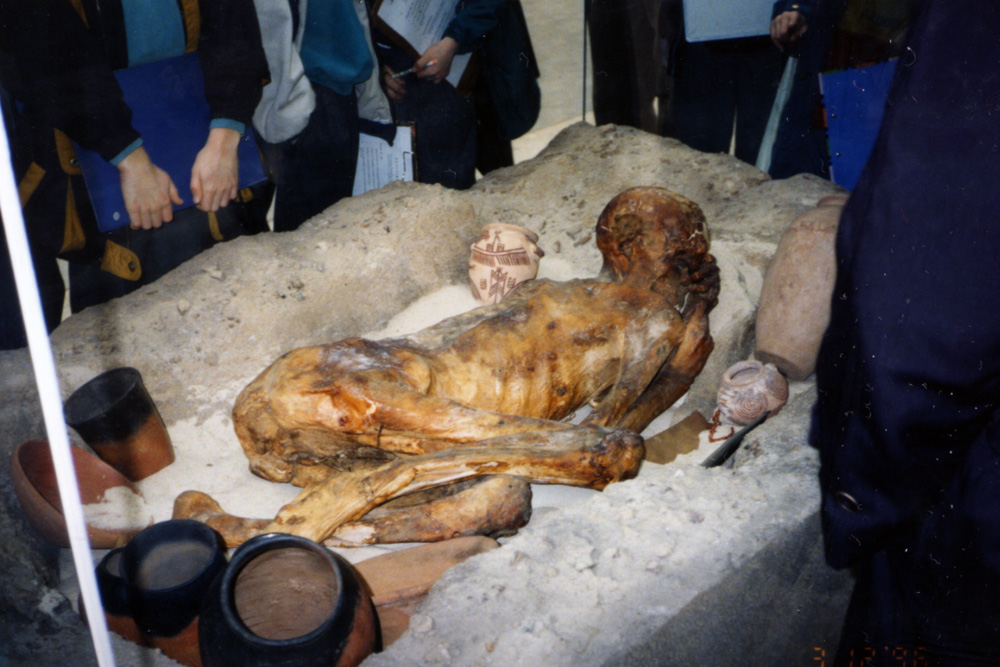
Mòmia predinàstica. Museu Britànic.

La momificació s'ha practicat a més d'un país, però el seu bressol es troba a Egipte, on la momificació ateny el seu apogeu, tant a nivell de la perfecció de les seves tècniques com en el seu art. La momificació correspon a una necessitat d'ordre religiós, els egipcis creien en la immortalitat de l'ànima, i aquesta tècnica permetia d'atènyer-la. Els orígens de la momificació són difícils de precisar: « alguns investigadors contemporanis creuen que la generalització de la momificació tingué com a punt de partida les nombroses inundacions del Nil, el qual, en exhumar els cadàvers, era la causa d'epidèmies mortals. » No obstant això, aquesta afirmació no passa de ser una simple hipòtesi. A l'època predinàstica, fa uns 6.000 anys, els cossos eren simplement enterrats a l'interior de fosses excavades al desert. La sorra i la manca d'humitat asseguraven una bona conservació del cos per les seves propietats de dessecació.
És a partir de la dinastia III d'Egipte quan la momificació comença a tenir un cert interès. Aquest interès prové principalment del mite d'Osiris :
| « | Osiris, conegut també amb el nom d'Unofris, « l'ésser bo », era un governant molt il·lustrat. Un dia, fou víctima d'un complot orquestrat pel seu propi germà Seth, encarnació del desordre. Durant un banquet celebrat en honor de les nombroses victòries d'Osiris, Seth el capturà i el tancà en un bagul fet a mida, i després llançà el bagul al Nil. Isis, germana comuna de Seth i d'Osiris, i també dona d'aquest últim, decidí de partir a la recerca del seu marit. Trobà el bagul a Fenícia i decidí d'amagar-lo perquè ningú no el trobés. Seth, després d'una partida de caça, retrobà Osiris i l'esquarterà en catorze trossos que va escampar per tot Egipte. Isis partí a la recerca dels preuats fragments que formaven el seu marit. Els retrobà tots, excepció feta del fal·lus que un peix del Nil havia devorat. Isis reconstituí el cos d'Osiris i el portà al seu nebot Anubis perquè el momifiqués. Després la deessa màgica (Isis), ajudada per la seva germana Neftis, de Thot, el visir del difunt i d'Horus, el seu fill, conceburt per la unió amb el cadàver del seu marit, retornà l'alè de la vida a Osiris, amb l'ajut de fórmules màgiques. Així doncs, per primer cop, es van practicar els ritus d'embalsamament que donen lloc a la vida eterna-. | » |

Gràcies a l'embalsamament i als encanteris, Osiris fou ressuscitat. Osiris esdevingué llavors el déu dels morts i de la renúncia a la vida, representat com una mòmia envoltada de benes. Anubis va esdevenir el patró dels embalsamadors.
Tot i aquest gran interès, la momificació només està disponible per a les classes altes. Durant aquest temps, els embalsamadors procedeixen a « la incisió del cos, l'extracció de les vísceres. És en aquesta època quan hom troba especialment l'ús dels vasos funeraris o canopis destinats a rebre-les. Les vísceres momificades, embolicades amb un llenç, són disposades en quatre vasos canopis decorats amb el cap dels quatre fills d'Horus, Amset (cap humà), Hapi (cap de cinocèfal), Duamutef (cap de xacal), Kebechsenef (cap hierocèfal).
Durant l'Imperi Mitjà, l'embalsamament és més corrent i esdevé més minuciós. Amb tot i això, els mètodes de conservació són insuficients. La momificació no ateny realment el seu apogeu fins al període de l'Imperi Nou. En efecte, és durant aquesta època que hom « arriba a conservar l'expressió del rostre, la qual cosa és una gran novetat, les mòmies anteriors només ofereixen teguments ennegrits units a l'esquelet. ». Les mòmies que es preparen en temps de les dinasties XVIII i XIX són les més belles que podem trobar pel que fa a llur expressió, llur conservació, així com llur riquesa. Les mòmies més cèlebres daten d'aquesta època, i la més coneguda de totes és la de Ramsès II. Només les mòmies dels prínceps i dels reis són considerades com a obres d'art.

## Les etapes de la momificació
En un taller, els embalsamadors renten i preparen el cos per dur a terme les diverses operacions de la momificació, que dura fins a 70 dies. El cos eviscerat és assecat al sol i cobert amb diverses capes d'olis vegetals (resines de coníferes, olis i ungüents) i animals (la cera d'abelles, a causa de les seves propietats hidròfobes i antibacterianes, té un paper clau). A continuació, comencen a posar les benes, no sense haver posat primer els amulets de la persona morta. A continuació, el cos es col·loca en un sarcòfag pintat i gravat. A vegades, la cara està coberta amb una màscara amb les característiques del seu aspecte.
Alguns òrgans rentats amb vi de palma i espècies rostides, es mantenen a l'interior de quatre canopis (flascons o vasos) amb la imatge dels quatre fills Horus. A l'interior del vas canopi d'Amset, hi posaven l'estómac i l'intestí gros. En el de Hapi, l'intestí prim i en l'interior del recipient de Duamutef, els pulmons. El fetge, la vesícula biliar es troben en el vas canopi de Qebehsenuef. Segons Dunand i Lichtenberg, "El cor es quedava com a norma general en el seu lloc, car era important que no fos separat del cos: se suposava que era el lloc on residien les emocions, la consciència i la vida. ».
La família i les ploraneres venien tot seguit a buscar el cos i una processó conduïda pels sacerdots condueix el difunt fins al seu últim estatge. Allà, el gran sacerdot, segons un ritual ben definit, procedeix al dir els darrers encanteris: toca amb un gest sagrat les obertures del cap de la mòmia per fer reviure els sentits. Es disposen les ofrenes i se segella la tomba.
Certament, si tot això és el que passava quan es tractava de persones acomodades, era ben diferent per als menys afortunats. Però tanmateix es produïa una momificació, potser no tant ostentosa, però sempre present, car tot egipci havia de poder atènyer una vida després de la mort.
Quan es produïa la mort d'un egipci, la seva família duia el cos als embalsamadors, i negociava llargament les tarifes de la seva prestació.
| «                            | Quan se'ls porta el mort, els embalsamadors mostren als portadors models de cadàvers fets de fusta i pintats, i indiquen aquell que segons ell és més digne d'atenció, que té un nom que no m'atreveixo ni considero lícit de pronunciar. Ensenyen després el segon, que té un preu menor; i finalment el tercer, que és el menys costós. | » |
| — Heròdot, Històries, II, 86 | |   |

Les mateixes famílies són les que, en general, aporten el llí, recuperat de vells draps o vestits, per fer les benes indispensables per a l'embalsamament.
L'embalsamament menys freqüent entre els egipcis de classe mitjana, però de rigor entre els personatges reials, és un « embalsamament de primera classe ». Es compon de quatre etapes.

### L'excerebració
Després de la mort, el procés de descomposició comença primer amb els òrgans interns i el cervell. Si el cervell es descompon, s'estén des del forat occipital cap a fora i només queda una massa esponjosa de color marró fosc de les restes dels vasos sanguinis i les meninges dins del crani.
Els egipcis havien observat aquesta primera etapa i, per tant, extreien el cervell amb un llarg ganxo de ferro, posat roent, a través de les fosses nasals. «Amb l'ajut d'una vareta de bronze introduïda a través de la fossa nasal esquerra, l'embalsamador enfonsava la làmina cribosa de l'etmoide, és a dir, l'os que separa la cavitat nasal del nivell anterior del crani i procedia així a l'extracció del cervell.» Per aquest motiu, els científics van creure durant molt de temps que el cervell no s'havia extret, donat que no podien detectar cap mena de dany al crani. De fet, l'objectiu de la tècnica era no danyar el rostre, perquè el difunt havia de ser reconegut el dia del judici dels morts.
L'encèfal es redueix llavors a una polpa, i a continuació flueix a través de l'orifici practicat prèviament. En alguns casos, especialment per a les momificació menys avançades, se secciona la caixa cranial, s'extreu el cervell, i a continuació se l'embolcalla amb benes. En un segon pas, el natró (solució de sosa natural que es troba en els llacs salats, composta de sal natural, de carbonat de sodi que conté un 17% d'hidrogencarbonat de sodi, de sulfat de sodi i de clorur de sodi) s'introdueix al crani per dissoldre les restes del cervell, i després es buida el crani. Llavors, hom hi aboca una líquid fet de resines de coníferes, cera d'abella i olis vegetals perfumats.

### L'evisceració
| «                               | Després, amb una pedra etíop esmolada, divideixen el flanc, i fa sortir tots els òrgans de l'abdomen, incloent el fetge i els intestins, es renta amb vi de palma, després hi escampen perfums molts i finalment el cusen després d'haver-lo omplert de mirra pura, de canyella i d'altres perfums, dels quals només l'encens és exclòs. | » |
| — Heròdot, Històries, II, 86-87 | |   |

D'una manera més precisa, la incisió permet de sortir els intestins i els diversos òrgans: només el cor - seu dels pensaments i dels sentiments - i els ronyons es deixen o són restituïts al seu lloc després de la momificació. De vegades, no obstant això, és reemplaçat per un escarabeu. Les vísceres són, doncs, retirades, netejades i després posades en paquets i llavors són recol·locades al cos o bé disposades en quatre vasos sagrats, els canopis.

### La deshidratació
Aleshores el cos és tractat amb natró. Els embalsamadors posen a l'interior del tronc una roba de lli que conté natró i substàncies aromàtiques. Aquesta mescla de carbonat de sodi i hidrogencarbonat de sodi posseeix propietats higroscòpiques i elimina la humitat dels teixits.
El procés de dessecació es veu afavorit pel clima sec d'Egipte. El cos és així exposat al Sol. Aquest tractament dura al voltant de 70 dies.
Després de la dessecació, els embalsamadors renten el cos i l'ungeixen amb diversos olis i resines, a fi i efecte de donar a la pell una certa flexibilitat.

### L'embenament

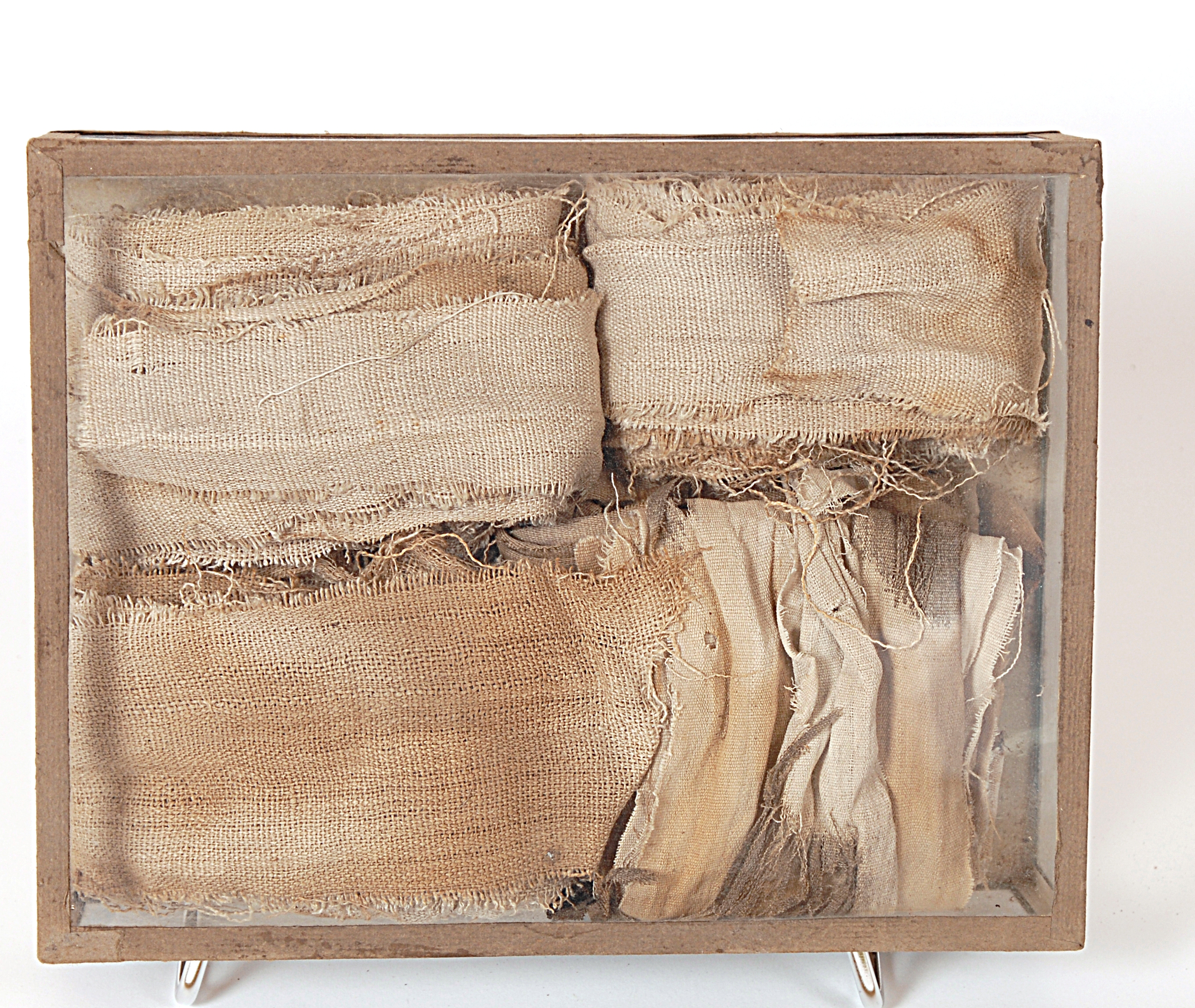
Conjunt de benes de lli, conservades a la Biblioteca Museu Víctor Balaguer de Vilanova i la Geltrú.

Aquesta operació tracta de preservar la carn i impedir la desestructuració del cos. Comença amb la col·locació d'amulets envoltats de papirs sobre el cos del difunt, i després s'omplen les cavitats abdominals i la caixa toràcica amb l'ajut de tampons de lli impregnats de resina, serradures o fins i tot un liquen aromàtic (mòmies dels faraons Siptah i Ramsès IV). De vegades els amulets estan cosits a una xarxa de granadures de rajoles blaves posades damunt la mòmia.
L'enucleació es practica sovint i els ulls són reemplaçats per pròtesis. A continuació es posen les benes, que estan fetes de lli. La col·locació d'aquestes comença per les extremitats i després va pujant fins al principi dels membres. El cos és embolicat en la seva totalitat, sovint fins i tot amb set capes de tela successives. A continuació s'embolcalla la mòmia amb un sudari i se la col·loca en un sarcòfag.
Per als que no disposen de tants diners, els procés és molt més sumari:
| «                            | Per a aquells que prefereixen l'embalsamament mitjà i volen evitar grans despeses, els embalsamadors fan el següent. Després d'omplir llurs xeringues d'oli de cedre, injecten l'oli a l'abdomen del mort sense necessitat d'obrir o remoure les entranyes, i tenen cura de conservar el líquid perquè no en pugui sortir. Després submergeixen el cos en natró i el deixen el temps prescrit, a continuació escolen per les cavitats l'oli de cedre […] té el poder suficient per emportar-se amb ell els intestins i òrgans; ho deixa tot liquat. Externament el natró ha dessecat la carn, i del mort només en resta la pell i l'os. Un cop han fet això, el deixen així. | » |
| — Heròdot, Històries, II, 88 | |   |

Tanmateix, existeix un embalsamament encara més senzill, usat per la classe pobra:
| «                            | Els embalsamadors injecten als intestins una dosi de rave rusticà i assequen el cos amb natró durant setanta dies; a continuació el lliuren perquè se'l puguin emportar. | » |
| — Heròdot, Històries, II, 89 | |   |

Podem veure seguint aquest llarg procés que l'embalsamament requereix gran habilitat i diligència per part dels seus tècnics, els embalsamadors.

## Fonts

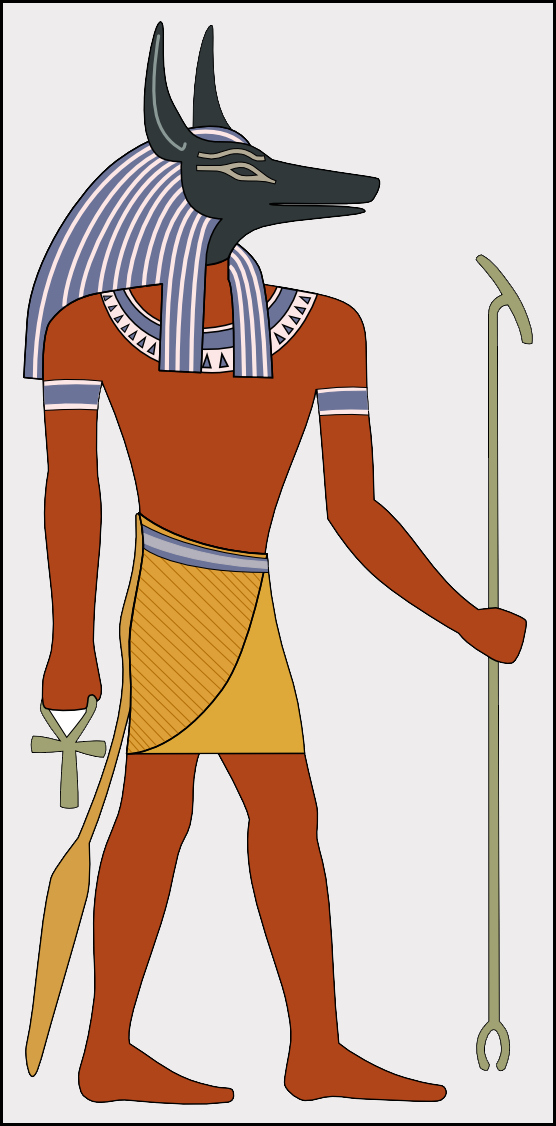
Anubis